# Gonatopus distinctus
Gonatopus distinctus är en stekelart som beskrevs av Jean-Jacques Kieffer 1906. Gonatopus distinctus ingår i släktet Gonatopus, och familjen stritsäcksteklar. Arten är reproducerande i Sverige.